# Petr Kučera (hudebník)
Petr Kučera (* 12. dubna 1965 v Českých Budějovicích) je český hudebník.

## Biografie
Spolu s Petrem Mukem a bratry Janem a Dušanem Vozáryovými stál u zrodu hudební skupiny Oceán, který ve své době československé posluchačské obci částečně i suploval tehdy přicházející vlnu čistě syntezátorové hudby.
Dříve punkový Dural, ve kterém společně s např. Petrem Mukem působil, dal základ formaci, která ovlivnila v 80. letech českou populární hudbu. V počátcích zakazovaná, perzekvovaná kapela si velice rychle našla své příznivce nejen v řadách adolescentní mládeže. Stál za aranžmá a programováním syntezátorových partů obou projektů, ve kterých působil v době největšího mediálního rozmachu, ať již ve zmíněném Oceánu, tak i ve stejně populárním projektu Shalom, který spolu s Petrem Mukem založili.
Je autorem textu prvního hitu skupiny Oceán Ráchel; pod hudbu se podepisovala vždy celá formace (Oceán); Kučerovo originální cítění hudby vyneslo hitu Ráchel mnoho rozporuplných reakcí zejména tehdejšího režimu, který na straně jedné kapele zakázal tuto skladbu interpretovat jednou pro „přílišnou židovskost“ (Hvězdu na čele máš, má Ráchel…) či jindy pro „nacismus v aranži“ (zde pravděpodobně právě pro Kučerovy aranže fléten a bicích nástrojů připomínajících zcela záměrně nacistické monstrpochody). Jeho aranže zajistily specifický zvuk nejen méně známým skladbám, ale i hitům Ráchel, Čas, Jeden den, Aha, Mys na okraji života, Až jednou, Shalom, Dvojhvězda nebo Pastýř stínů.
Vydal sólovou desku autorské scénické hudby Eniel (1993) za použití ve své době nejmodernější studiové i nástrojové techniky. Album je krátké, ale velmi kompaktní a koncentrované; v podstatě jde o několik melodických motivů, které se v různých aranžích proplétají celým albem. Eniel vznikl jako hudba k vitrážím výtvarníka Jana Kunovského.
V roce 1995 vydal druhé album Slunečná. Navázal tak na svůj projekt Eniel, jen s tím rozdílem, že jsou tři písně zpívané Evou Lindbergovou s texty Petra Honse (textař Oceánu a Shalomu).